# Atompunk

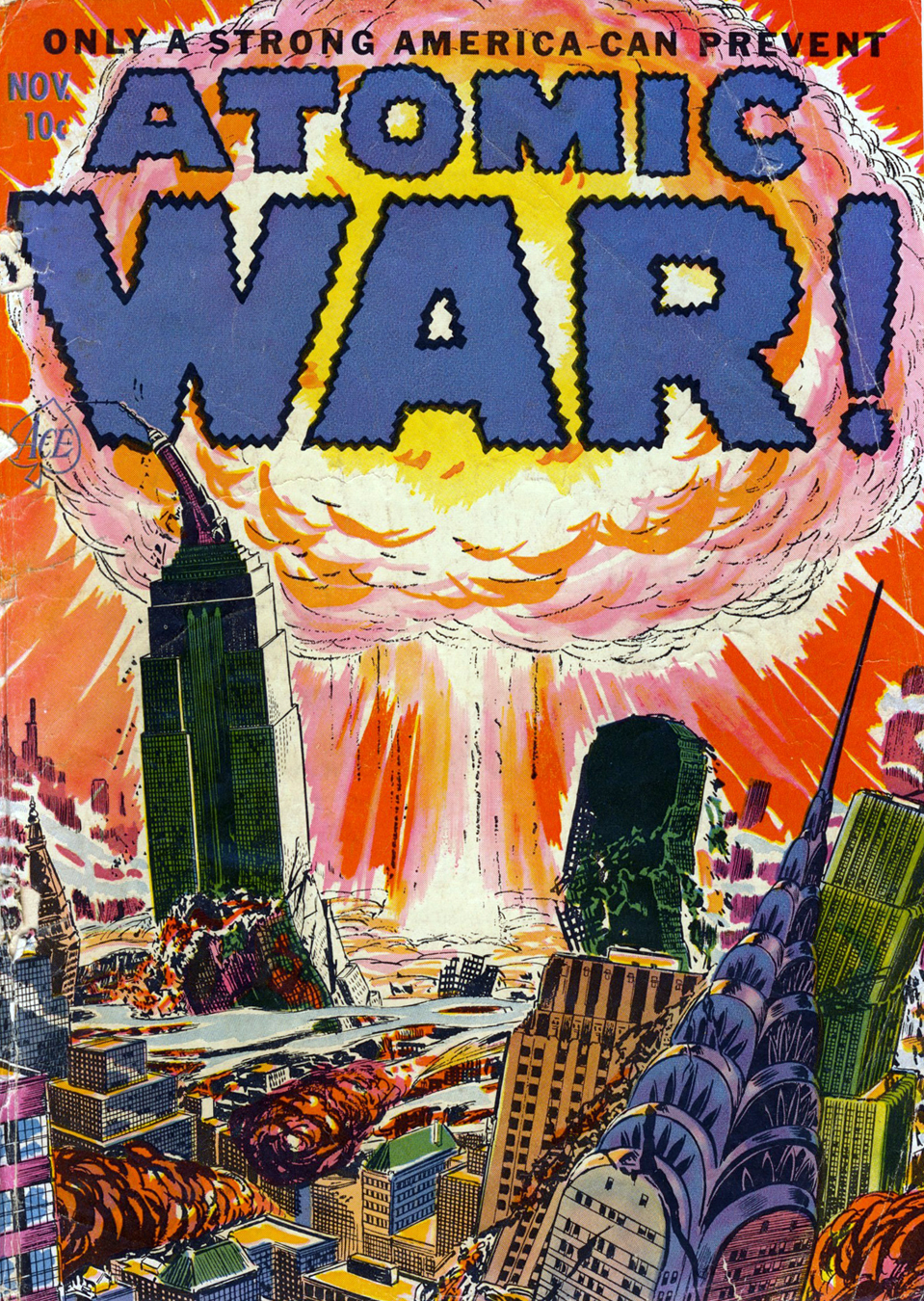
Cover de Atomic War #1, novembro de 1952

Atompunk (de atomic + punk) é um subgênero de ficção científica retrofuturista, que é caracterizado por um futuro idealizado nos anos 50 e 60, com um enfoque na energia nuclear e na exploração do espaço sideral. Gira em volta da utilização frequente da energia atômica, e do constante medo de uma guerra que envolva armas de destruição em massa se essa guerra ainda não aconteceu.
Atompunk se relaciona ao período pré-digital de 1945-1969, incluindo o modernismo de meados do século; as eras atômica, era dos jatos e espacial; comunismo, estilo neossoviético e espionagem do início da Guerra Fria, juntamente com a paranoia anticomunista e ameaça vermelha nos Estados Unidos; cinema underground; arquitetura Googie; Sputnik e a corrida espacial; histórias em quadrinhos da era de prata; e a ascensão do complexo militar-industrial americano.
Sua estética tende para Populuxe e Raygun Gothic, que descrevem uma visão retrofuturista do mundo. A maioria da ficção científica do período carregava uma estética que influenciou ou inspirou trabalhos atompunk posteriores. Alguns desses precursores do atompunk incluem filmes de ficção científica dos anos 1950 (incluindo, mas não se limitando a, filmes B), a era de Sean Connery da franquia James Bond, Dr. Strangelove, Star Trek, The Twilight Zone, The Outer Limits, The Avengers, os primeiros episódios de Doctor Who, The Man from U.N.C.L.E., The Green Hornet, The Jetsons, Jonny Quest, Thunderbirds,Speed Racer e algumas histórias em quadrinhos da era de prata.
É um tipo de crítica a evolução tecnológica pós-guerra, em que o futuro é incerto e deprimente. 

## Estilo
Têm uma temática retrofuturista, que se caracteriza por conter elementos "retrô", com tecnologia futurística. Como se fosse o futuro visto a partir do passado. Cores vibrantes e um visual de quadrinhos costumam ser presentes em representações visuais do tema.
Costuma mesclar elementos antigos, como computadores que necessitam de um grande espaço, com conceitos modernos, como robôs conscientes e armas de laser.
Por ser inspirado no cenário americano dos anos 50 e 60, a ameaça soviética também costuma ser um tema muito retratado, juntamente com elementos envolvendo viagens espaciais devido a corrida espacial.

## Mídias

### Jogos e videogames
A franquia de videogame Fallout é um dos principais exemplos do atompunk. A franquia se passa na segunda metade do século 23, em que no ano de 2077, uma guerra nuclear entre os Estados Unidos e a China dizimou a maior parte da população humana. Uma parcela dos que sobreviveram estavam em Vaults, construções subterrâneas, criadas pela empresa Vault-Tec, que tinham o propósito de proteger a população no caso de uma guerra atômica. Todavia, a grande maioria deles eram usados como experimentos sociais.
Já os que não puderam se refugiar nessas estruturas tiveram que sobreviver a um mundo deformado pela radioatividade e infestado por criaturas modificadas geneticamente por efeitos radioativos ou outros patógenos que se desenvolveram após a grande guerra.